# Port lotniczy Al-Kadarif
Port lotniczy Al-Kadarif (IATA: GSU, ICAO: HSGF) – port lotniczy położony w Al-Kadarif, w Sudanie.